# 科诺沙
科诺沙（俄語：Коноша）是俄罗斯联邦阿尔汉格尔斯克州科诺沙区的一个市级镇。位于阿尔汉格尔斯克以南400（250英里）。